# Rijksstad Biberach
De rijksstad Biberach (Duits: Reichsstadt Biberach) was van 1398 tot 1803 een rijksstad binnen het Heilige Roomse Rijk. In 1500 werd de stadstaat ingedeeld bij de Zwabische Kreits.

## Geschiedenis
Omstreeks 1170 verwerft keizer Frederik I Barbarossa goederen van de heren van Bibra en sticht hier een nederzetting. Waarschijnlijk krijgt de plaats in 1218 stadsrechten. In 1281 wordt de stad tot rijksstad verheven. In 1396 verwerft de stad het ambt van ambtman en in 1398 de halsheerlijkheid. Hiermee is de stad volledig rijksvrij. Van 1446 tot 1529 heeft de stad de heerlijkheid Warthausen in pandbezit.
De reformatie wordt in 1531 ingevoerd. Na de Dertigjarige Oorlog wordt het in 1649 een biconfessionele stad: alle stedelijke functies en het gebruik van de parochiekerk werden nauwgezet gelijk verdeeld over de katholieken en de protestanten.
In de Reichsdeputationshauptschluss van 25 februari 1803 wordt in paragraaf 5 de inlijving bij het nieuwe keurvorstendom Baden vastgesteld. In artikel 15 van de Rijnbondakte van 12 juli 1806 staat de groothertog van Baden Biberach aan de koning van Württemberg af.
Het stedelijk gebied omvatte 27 dorpen, die bijna allemaal eigendom waren van het stedelijk gasthuis.